# Jan Jaroměřský
Jan Jaroměřský (* 10. září 1988, Turnov) je český hokejový obránce.

## Hráčská kariéra
- 2008-2009	HC Stadion Vrchlabí	(1. liga), HC Trutnov (2. liga)
- 2009-2010	HC Stadion Vrchlabí	(1. liga), HC Děčín	(2. liga)
- 2010-2011	HC Chrudim	(1. liga)
- 2011-2012	HC Benátky nad Jizerou (1. liga)
- 2012-2013	HC Benátky nad Jizerou (1. liga)
- 2013-2014	HC Olomouc	(1. liga), HC Olomouc ELH
- 2014/2015 HC Olomouc ELH, BK Havlíčkův Brod, Rytíři Kladno	(1. liga)
- 2015/2016 HC Olomouc ELH
- 2016/2017 HC Olomouc ELH
- 2017/2018 HC Olomouc ELH
- 2018/2019 HC Olomouc ELH
- 2019/2020 HC Olomouc ELH
- 2020/2021 HC Oceláři Třinec ELH
- 2021/2022 HC Oceláři Třinec ELH
- 2022/2023 HC Oceláři Třinec, HC Škoda Plzeň ELH
- 2023/2024 GKS Tychy